# 삼천리 (일제강점기의 잡지)
《삼천리》(三千里)는 1929년 6월 일제강점기 조선 경성부에서 발행된 취미·시사 중심의 월간 종합 잡지였다. 김동환, 김동인, 이광수, 염상섭 정지용, 나혜석, 김일엽, 장면 등이 필진으로 참여하였다.
취미 중심의 오락지이면서도 저속하지 않아 당시 개벽사에서 발행하던 《별건곤》(別乾坤)과 함께 이름난 대중잡지로 유행하였다. 정치, 사회, 취미, 역사, 시사 등 각 분야에 대한 다양한 글을 수록, 소개하였고 시중의 은어와 비속어, 여성 운동, 조선의 독립운동에 대해서도 폭넓게 소개하는 등 호의적이었다. 1941년 폐간되었다가 이후 두 차례 복간되었다.

## 개요

### 창간
1929년 6월 12일 발간된 종합지로 편집 겸 발행인은 김동환(金東煥), 발행은 삼천리사(三千里社)이다. A5판, 50쪽, 창간호는 B5판 70쪽이었으나 월간·격주간 등으로 B4판·A5판 등으로 계속 간행되었다. 취미 중심의 잡지였으나 저급한 취미로 타락하지는 않았으며, 주로 고십난(가십 난)에 치중하여 호기심을 끌 만한 특종(特種)을 잘 포착하여 지면에 곧 반영시켰다.
발행 겸 편집인은 김동환으로 이광수, 김동인 등은 고정 필진이자 편집을 일부 맡아보았다. 창간호에는 한용운, 이광수, 이은상(李殷相)‧박팔양(朴八陽)‧심훈(沈薰)의 시와 염상섭(廉想涉)의 소설, 그리고 안재홍(安在鴻), 홍명희, 신흥우, 문일평(文一平) 등의 논문들도 실려 있다. 그러나 자유로운 주제를 다루어 이광수 등의 자유연애론자와 정지용, 장면 등의 가톨릭계 인사들과 개신교계 인사들 등 다양한 주제와 다양한 필진이 폭넓게 참여하였다.

### 개괄
김동환, 김동인, 이광수, 염상섭, 정지용, 나혜석, 김일엽, 심훈, 장면, 한용운 등의 필진들은 이름난 필진이었고 당시의 국내외파 지식인들이 참여했다.
성 담론과 시중의 은어 등에 대해서도 소개, 언급하는 파격을 보이면서도 저속하지 않아서 지식인들과 다양한 청년층에게도 호감을 얻었다. 삼천리는 당시 정치, 시사, 사회 문화, 가정 등에 대한 것을 폭넓게 다루었다. 문일평, 안재홍, 장도빈, 정인보 등의 역사 관련 칼럼과 논문들도 실렸다. 또한 자유주의, 서구 사상에 대한 소개와 여성운동과 성 해방 담론에 대해서도 호의적인 논조를 보여 나혜석, 김일엽, 허정숙 등도 종종 필진으로 글을 투고하였다. 그러나 여성운동과 성 해방론에 호의를 보이면서도 한편으로 이들 여성운동가들의 자유 연애에 대한 것을 사생활 위주로 보도하기도 했다.
초기에는 대도시의 지식층과 청년층이 보다가 1930년대 이후에는 지방의 중소도시의 지식인과 젊은층에게로도 확산되었다. 야사(野史), 시사, 역사, 여성 운동, 취미기사, 연애문제 등을 소재로 한 기사들도 다수 실어 한때 전국적으로 1만~2만 부 이상의 판매율을 올려 별건곤과 경쟁하기도 했다.

### 폐간
그러나 일부 탄압을 받아 한용운의 '당시의 추억', 송진우의 '세계를 향하여' 등이 압수당하고, 주요한(朱耀翰)의 '세계의 거인 장개석(蔣介石)' 등은 일본의 적국인 중화민국인사를 찬양한다는 이유로, 설의식(薛義植)의 '인도시성(印度詩聖) 타고르 회견기'는 일본의 동맹국인 영국에 저항하는 인사 찬양 및 조선인 독립운동 고취 등의 이유로 압수당하였다. 그 밖에도 '민족문학과 무산문학의 합치점과 차이점' 등의 글들도 모두 실리지 못하였다.
과장과 공상이 지나치고 제목에 비하여 내용이 빈약하다는 점이 지적되었으며, 성 담론과 시중의 은어 등에 대해서도 소개, 언급하였다. 1941년 11월 통권 150호로 종간하였다.

### 복간
1942년 3월 1일 김동환은 대동아사(大東亞社)를 만들어 1942년 5월 《대동아》라는 이름으로 잡지를 복간하였다. 노골적인 친일 잡지였으며, 1942년 5월호와 7월호 두 호를 내고는 종간되었다.
해방 후 김동환은 1948년 5월부터 1950년 6월까지 《속간 삼천리》를 발행하였다.

## 기타
한국 현대 문학에 끼친 공로도 적지 않아서 문단의 중견작가들이 쓴 문예강좌를 비롯 여러 명이 집필하여 소설과 작품을 쓰는 방법 등에 대한 간단한 소개들, 김동인의 '춘원연구 (春園硏究)', 여러 중견작가들의 작품연대표 등은 문학사에 회자화되기도 한다.
일제강점기 당시 조선인의 독립운동에 대해서도 호감을 보이기도 했다. 당시 사회로서는 저속하다고 여겨지는 성 담론과 시중의 은어, 비속어 등도 거침없이 소개하였기에 조선총독부 학무국과 검열당국의 통제를 다소 덜 받았다. 일제의 가혹한 검열 밑에서 수차 원고압수와 삭제의 곤욕, 압수, 정간조치 등을 당하면서 점차 현실과 타협하여 1940년 이후에는 친일적인 논설들도 수록하였다.

## 같이 보기
- 김동환
- 삼천리문학
- 삼천리영화
- 개벽
- 정지용
- 사상계